# Aphelinus rhopalosiphiphagus
Aphelinus rhopalosiphiphagus är en stekelart som beskrevs av Yang och Chen 1995. Aphelinus rhopalosiphiphagus ingår i släktet Aphelinus och familjen växtlussteklar. Inga underarter finns listade i Catalogue of Life.